# Chariesthes
Chariesthes – rodzaj chrząszczy z rodziny kózkowatych i podrodziny zgrzypikowych.

## Zasięg występowania
Przedstawiciele tego rodzaju występują w Afryce od Senegalu i Erytrei na płn. po RPA na płd. oraz na Sokotrze i Madagaskarze.

## Systematyka
Do Chariesthes należą 4 gatunki i 3 podordzaje:

- Podrodzaj: Chariesthes Chevrolat 1858
  - Chariesthes amoena
  - Chariesthes analis
  - Chariesthes antennata
  - Chariesthes argentea
  - Chariesthes atroapicalis
  - Chariesthes basiflavipennis
  - Chariesthes bella
  - Chariesthes bimaculipennis
  - Chariesthes coachei
  - Chariesthes fairmairei
  - Chariesthes freya
  - Chariesthes gestroi
  - Chariesthes grisescens
  - Chariesthes insularis
  - Chariesthes interrogationis
  - Chariesthes kenyensis
  - Chariesthes kochi
  - Chariesthes leonensis
  - Chariesthes lomii
  - Chariesthes maublanci
  - Chariesthes maynei
  - Chariesthes multinotatus
  - Chariesthes nigronotata
  - Chariesthes nigropunctata
  - Chariesthes pulchelloides
  - Chariesthes richteri
  - Chariesthes rubida
  - Chariesthes ruficollis
  - Chariesthes schatzmayri
  - Chariesthes sesensis
  - Chariesthes somaliensis
  - Chariesthes subtricolor
  - Chariesthes trivitticollis
- Podrodzaj: Pseudohapheniastus Lepesme, 1947
  - Chariesthes albovariegatus
  - Chariesthes angolensis
  - Chariesthes cervina
  - Chariesthes chassoti
  - Chariesthes congoensis
  - Chariesthes donovani
  - Chariesthes euchromus
  - Chariesthes flavolineata
  - Chariesthes geniculatus
  - Chariesthes latefasciatum
  - Chariesthes nigroapicipennis
  - Chariesthes obscurus
  - Chariesthes ruber
- Podrodzaj: Sokothesthes Adlbauer, 2002
  - Chariesthes socotraensis